# Macrozamia stenomera
Macrozamia stenomera är en kärlväxtart som beskrevs av Lawrence Alexander Sidney Johnson. Macrozamia stenomera ingår i släktet Macrozamia och familjen Zamiaceae. IUCN kategoriserar arten globalt som nära hotad. Inga underarter finns listade i Catalogue of Life.